# Scrobicula
Scrobicula is een geslacht van uitgestorven kreeftachtigen uit de klasse van de Ostracoda (mosselkreeftjes).

## Soorten
- Scrobicula asymmetrica Kotschetkova, 1964 †
- Scrobicula canmorensis Crasquin, 1985 †
- Scrobicula capsa Becker, 1971 †
- Scrobicula concentralis Zanina, 1956 †
- Scrobicula concentrica (Stover, 1956) Sohn, 1961 †
- Scrobicula eresiformis Zanina, 1956 †
- Scrobicula foveolata Zanina, 1956 †
- Scrobicula hrusovensis Pribyl, 1962 †
- Scrobicula inaequalis Jones (P. J.), 1989 †
- Scrobicula indistincta Robinson, 1978 †
- Scrobicula insolita Buschmina, 1968 †
- Scrobicula levigata Buschmina, 1968 †
- Scrobicula microspinosa Kesling & Chilman, 1978 †
- Scrobicula monospinosa Zanina, 1956 †
- Scrobicula perrugosa Gurevich, 1959 †
- Scrobicula praeconcentralis Ivanova (N.), 1980 †
- Scrobicula pulchra Gurevich, 1959 †
- Scrobicula rotundata Polenova, 1952 †
- Scrobicula rugosa Guan & Wang, 1978 †
- Scrobicula scabripa Robinson, 1978 †
- Scrobicula scrobiculata (Jones, Kirkby & Brady, 1884) Posner, 1951 †
- Scrobicula serpuchovensis Samoilova & Smirnova, 1960 †
- Scrobicula spumosa Tschigova, 1959 †
- Scrobicula teres Gurevich, 1959 †
- Scrobicula tuberculata Sun (Quan-Ying), 1984 †
- Scrobicula uralica Zanina, 1971 †
- Scrobicula vetlasiana Martinova, 1960 †
- Scrobicula xysta Kesling & Chilman, 1978 †